# تشارلي لي (عالم حاسوب)
تشارلي لي (بالإنجليزية: Charlie Lee) هو عالم حاسوب مؤسس عملة لايتكوين. وُلد لي في ساحل العاج، وانتقل إلى الولايات المتحدة في سن 13، تخرج من المدرسة الثانوية عام 1995، وحاصل على شهادة البكالوريوس والماجستير في علوم الحاسوب من معهد ماساتشوستس للتكنولوجيا في عام 2000.